# 共同 (法國)

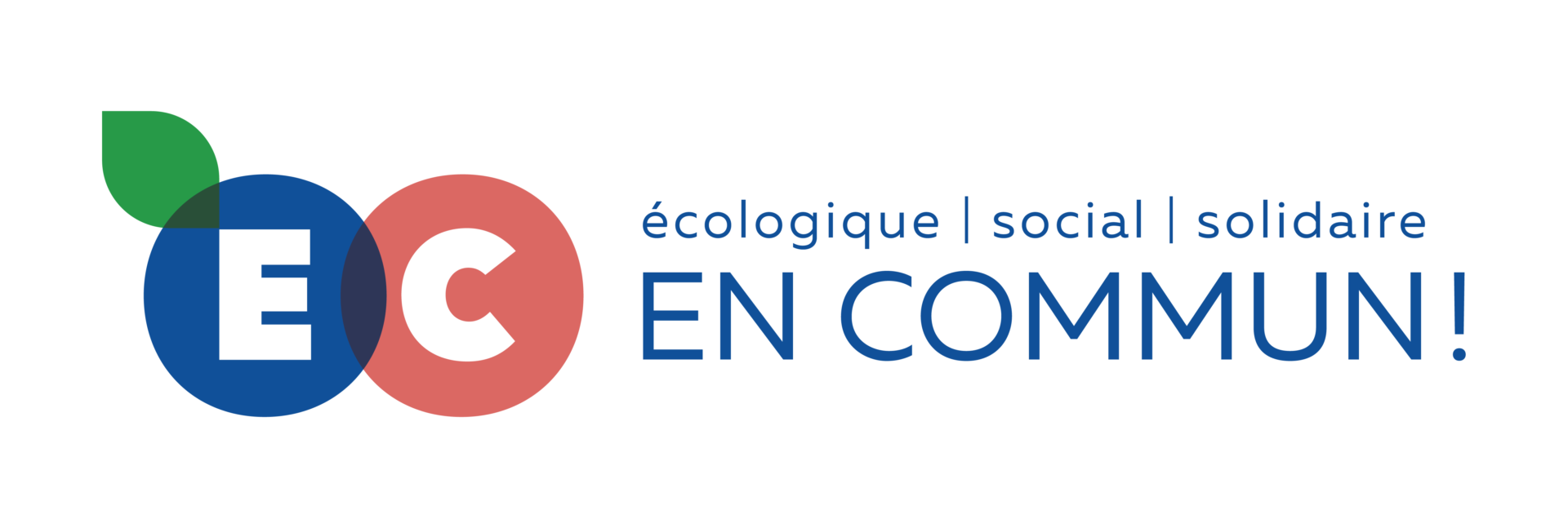
共同党标志

共同（法語：En commun）是一個主張綠色政治的法國政黨，由法國復興黨議員芭芭拉·蓬皮利、胡格斯·雷森與雅克·梅爾於2020年10月14日成立。 2020年，該黨總共有500名黨員。
該黨是法國的自由主義政黨聯盟一起爭取總統多數的成員，該聯盟在2022年法國總統選舉中支持艾曼紐·馬克宏。
該黨沒有重大的政治影響力。